# Kawamodellen
Kawamodellen är en arbetsterapimodell som bygger på att eftersom arbetsterapeuters arbeten inriktar sig på människors vardagsliv så måste förståelse och acceptans finnas för den mångkultur som finns i de samhällen vi lever i. Kawamodellen utmanar till att reflektera över yrkets kultur, kulturer i organisationer och grupper samt den kultur som människor som arbetsterapeuter möter och arbetar med har. 

## Bakgrund
Michael K. Iwama är internationellt känd som en förespråkare för kulturrelevant arbetsterapi och är även mannen bakom Kawamodellen. Michael K. Iwama har doktorsexamen i medicin, kulturantropologi och sociologi, en magisterexamen i rehabiliteringsvetenskap, samt kandidatexamen i arbetsterapi. Kawamodellen har spridit sig i arbetsterapeutiska läroplaner och kliniska miljöer över hela världen.  Innan utvecklingen av Kawamodellen hade Iwama ett passionerat intresse för arbetsterapi och dess historia och besatt stor kunskap om arbetsterapeutisk teori, det sociala sammanhanget och kultur. Han hade därmed en önskan om att kunna hjälpa till att förstå och tillämpa tjänster och program som sträcker sig över kulturella gränser.  Iwama ville med Kawamodellen hjälpa till att inse att arbetsterapeuter världen över, kan lära av varandra genom att det finns en gemensam arbetsterapikultur. 

## Kawamodellens syfte
Iwama belyser vikten av att arbetsterapi bör innefatta kulturella inslag. De filosofiska grunderna i modellen har sitt ursprung från japanska sociala och kulturella kontexter. Kawa betyder ”flod” på japanska och modellen strävar efter att beskriva arbetsterapins syften och strategier för att tolka en klients situation. 
- "Livet" symboliserar floden (Kawa) i metaforen
- De komponenter som finns i modellen motsvarar element i en flod
- Dåtid visas som flodens övre del
- Framtiden visas som flodens nedre del
- Vattnet som rinner ska symbolisera de erfarenheter livet ger
- Stenar och drivved symboliserar de omständigheter och hinder som kan stoppa upp flödet
- Stränder och botten i floden beskriver den miljö som begränsar och formar flödet[2]

## Modellens uppbyggnad
Den asiatiska modellen avviker från de västerländska arbetsterapimodellernas strukturer där västerländska kulturella kontexter råder. Flodmetaforen i modellen är djupt rotad i många kulturer, speciellt i Japan. När modellen utvecklades gjordes en kritisk granskning av de västerländska elementen som fanns i de existerade förklaringarna av arbetsterapi. 
Modellen består av grundfaktorerna miljö, levnadsomständigheter, personliga tillgångar, belastningar, livsflöde och hälsa. "Självet" i modellen är till skillnad från de västerländska modellerna inte central och åtskild till ett fysiskt begränsat själv, utan istället placerat i naturen och den omgivande miljön. Synsättet är att istället för att kontrollera naturen och omgivningen hellre vika sig för naturen och omständigheterna så att man kan leva i samklang och balans.
Iwamas filosofi i Kawamodellen är att människan tillsammans med alla element i naturen är förenade och inte åtskilda som västerländska livsåskådningar kan anse. Detta menar Iwama kan ha sin förklaring till varför människor i västvärlden ser en funktionsnedsättning som en medicinsk fråga, där nedsättningen är inom människans kropp utan att betraktas och behandlas som en kollektiv upplevelse. Kawa-metaforen hjälper till att se funktionsnedsättningen från ett utåtperspektiv där en kollektiv upplevelse existerar. 
Floden som symboliserar självet medför till att alla elementen utformas som ett, där inget är isolerat, delbart eller åtskiljt. En funktionsnedsättning anses påverka och förändra personen och även dennes sociala och fysiska omgivning. Upplevelsen av nedsättningen är komplex och kollektiv för alla parter och inte innesluten i individen, vilket ger arbetsterapeuter förståelse för att upplevelse av välbefinnande är av en bredare kontext och inte isolerad i personen. 
Modellen kan på ett visuellt sätt beskriva hur floden genomgår förändringar när stenar och drivved påverkar flödet, där flodstrukturen ses som en metafor för "livsflöde".
Floden ska symbolisera livet och beskrivs ur en kontext där alla element är förenade, istället för att livet beskrivs ur ett existentiellt perspektiv där fokuset är på självet. Floden beskriver livsloppet som en färd där födelsen kan påbörjas uppe på ett fjäll, och fylls på av glaciärer och vatten från himlen. Det som från början var en liten flod kan sluta som en ström som i sin tur kan bli bäckar och sedan åar där livets slut mynnar. Floder kan torka ut, eller rinna ut till en sjö eller ett hav. Ett välbefinnande kan framställas metaforiskt via en bild av ett rikligt flöde. Strukturer som stenblock, drivved, former på flodens sidor och botten symboliserar olika omständigheter ett liv kan bestå av. Aktivitet beskrivs i modellen som vattenflödet i floden. Floden kan inte existera utan vattenflödet. Arbetsterapeuters roll i metaforen är att aktivera och öka livsflödet.
Kawa-modellen är ett exempel på hur man kan med ett kulturellt synsätt se hur verkligheten och välmående är sammanknutna och visar på ett kulturellt specifikt sätt hur funktionsnedsättning och hälsotillstånd kan betraktas i en viss dynamik mellan människor och omgivningen.

## Tillämpning
Modellen kan modifieras och tolkas på olika sätt till varje enskild situation. Man råder arbetsterapeuter till att kritiskt utvärdera Kawa-modellens effekter och eventuellt justera den så att den passar den terapeutiska ramen. Eftersom Kawa-modellen inte är en universell begreppsmodell kan den med fördel ändras så att den uppfyller klientens och arbetsterapeutens behov.
Arbetsterapi är utifrån denna modell varje aktiv process där klienten tillsammans med arbetsterapeuten arbetar för att öka vattnets flöde. Flodens djup och bredd symboliserar den sociala och fysiska miljön och kan anpassas genom att minska stenars storlek. Detta kan symbolisera en minskning av effekt av en individs funktionsnedsättning.